# Monsta X

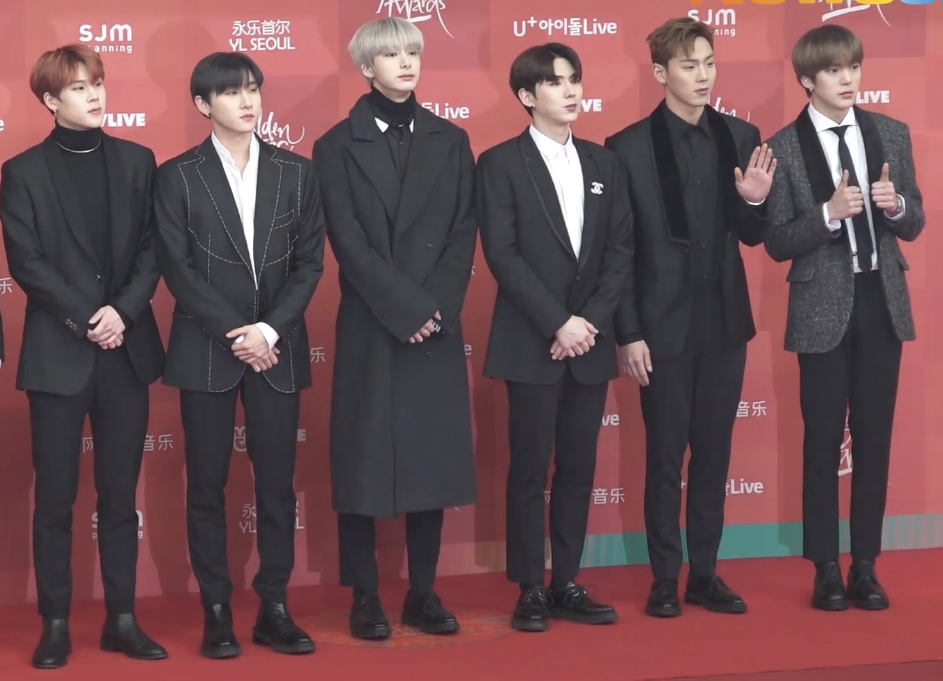
Leden van de band Monsta X

Monsta X is een Zuid-Koreaanse jongensgroep onder Starship Entertainment. De groep bestaat uit zes leden: Shownu, Minhyuk, Kihyun, Hyungwon, Jooheon en I.M. Wonho verliet de groep in oktober 2019.
Monsta X debuteerde op 14 mei 2015 met hun eerste minialbum Trespass. In maart 2017 bracht Monsta X hun eerste studioalbum uit en het laatste deel van de serie "The Clan", The Clan Pt. 2.5: The Final Chapter. In deze serie gingen de ep's The Clan Pt. 1 Lost en The clan Pt. 2 Guilty, beide uitgebracht in 2016, vooraf. In mei 2017 tekende Monsta X bij Mercury Tokyo en debuteerde met het nummer Hero in Japan.
Sinds het debuut staat Monsta X bekend om hun agressieve stijl, die elementen combineert van hiphop, EDM en pop. Deze agressieve stijl met "tracks gecentreerd rond luide, kletterende, elektronische instrumentals, gemene rapverzen en opvallende zang" is van invloed geweest op de vierde generatie van K-pop.